# Караджордже (стадіон)
«Караджордже» (серб. Карађорђе) — стадіон у сербському місті Нові-Сад. Названий на честь лідера Першого сербського повстання Карагеоргія. Домашній стадіон для футбольного клубу «Воєводина».
Стадіон має загалом 14 853 місця після нової реконструкції, проведеної у 2013 році. Стадіон також є домашньою ареною для молодіжної збірної Сербії з футболу.

## Історія
Історія стадіону «Караджордже» почалася в Нові-Саді в 1924 році, лише через 10 років після заснування ФК «Воєводина». Президент клубу інженер Давид Попович розробив проєкт будівництва стадіону, в якому були лише роздягальні та західна трибуна.
Сам Попович пожертвував матеріалів на 24000 динар та домовився з місцевим футбольним клубом «Джуда Маккабі» про спільне будівництво стадіону. У той час за «Воєводину» в основному вболівали серби, а за «Джуда Маккабі», що нині не існує, в основному євреї.
Підтримку будівництва надали вболівальники обох клубів, ще деякі гроші були зібрані завдяки доходам від приїздів американських оперетних колективів «Луїзіана» та «Синій птах».
«Воєводина» та «Джуда Маккабі» отримали дозвіл на реконструкцію велодрому, який стояв на цьому місці з 1888 року і 7 травня 1924 року домовилися про будівництво футбольного стадіону. 28 червня він був офіційно відкритий, оскільки у цей час святкувалося 120-річчя Першого сербського повстання, стадіон назвали на честь його лідера Карагеоргія.
Перша суттєва реконструкція на «Караджорджі» відбулася у 1931 році, єдину західну трибуну вкрили та розширили, місткість стала близько 500 глядачів, інші сторони навколо поля були огороджені.
У 1941 році в Югославії почалася Друга світова війна, стадіон був конфіскований у «Воєводи» якої заборонили працювати. За рік, під час німецької окупації, з південного боку стадіону було збудовано відомий будинок, де десятиліття розташовувалися роздягальні та клубні приміщення, що став одним із його символів.
Після закінчення Другої світової війни «Воєводина» було відроджено, але стадіон не повернули у її власність, а рішенням нового комуністичного уряду його було перейменовано на «Градський». Донині «Караджордже» належить Сербії, а точніше місту Нові-Сад, але протягом десятиліть найчастіше «Воєводина» сама проводила реконструкції та ремонти.
Наприклад, 1967 року «Воєводина», на гроші виручені з трансферу нападника Сильвестра Такача до французького «Ренна» побудувала два прожектори. Після цього їх називали «очима Такача».
Найгірша подія на стадіоні сталася 16 лютого 1979 року. На Нові-Сад обрушився один із найруйнівніших штормів 20 століття, вітер досягав 170 км/год, зламався дах, який довелося відновлювати.
Протягом багатьох років на стадіоні часто проводили дрібні реконструкції та ремонти, один із найзначніших стався 1991 року, коли було завершено будівництво північної трибуни.
У 2004 році місткість стадіону зменшили, оскільки навколо поля було прокладено нову легкоатлетичну доріжку, а також зняли прожектори, пояснивши, що скоро будуть встановлені нові.
Після давніх прохань уболівальників та з ініціативи керівництва клубу, влада Нові-Саду 2 квітня 2007 року повернула стадіону назву «Караджордже».
У тому ж році було відремонтовано парадну ложу, оформлено екстер'єр західної трибуни, а на північній трибуні встановлено стільці.
У 2009 році для юнацького чемпіонату Європи з легкої атлетики було відремонтовано і південно-східну трибуну.
Одночасно було встановлено перше в Сербії кольорове табло розміром 41 м2, яке коштувало 41 мільйон динарів.
Після семи років очікування влітку 2011 року «Караджордже» знову був освітлений, було встановлено чотири прожектори марки «Philips» потужністю 1700 люкс.
Останній значний ремонт стався 2013 року, було знесено знаменитий будинок, що відокремлював південну трибуну, яка була повністю відремонтована, і тепер під нею розташована інфраструктура стандарту УЄФА: роздягальні, кімната допінг-контролю, пресцентр, лазарет, кімната для переговорів та офісні приміщення.
Наприкінці травня 2007 року на стадіоні відбувся прощальний матч Синіши Михайловича.

## Матчі збірних
| Дата              |           | Результат |             | Competition                |
| ----------------- | --------- | --------- | ----------- | -------------------------- |
| 21 квітня 1971    | Югославія | 0:1       | Румунія     | Товариський                |
| 14 листопада 1979 | Югославія | 5:0       | Кіпр        | ЧЄ з футболу 1980 (відбір) |
| 21 листопада 1981 | Югославія | 5:0       | Люксембург  | ЧС з футболу 1982 (відбір) |
| 20 вересня 1989   | Югославія | 3:0       | Греція      | Товариський                |
| 11 вересня 2012   | Сербія    | 6:1       | Уельс       | ЧС з футболу 2014 (відбір) |
| 26 березня 2013   | Сербія    | 2:0       | Шотландія   | ЧС з футболу 2014 (відбір) |
| 11 жовтня 2013    | Сербія    | 2:0       | Японія      | Товариський                |
| 4 вересня 2015    | Сербія    | 2:0       | Вірменія    | ЧЄ з футболу 2016 (відбір) |
| 31 травня 2016    | Сербія    | 3:1       | Ізраїль     | Товариський                |
| 3 червня 2022     | Білорусь  | 0:1       | Словаччина  | ЛН 2022/2023. Ліга C       |
| 6 червня 2022     | Білорусь  | 0:0       | Азербайджан | ЛН 2022/2023. Ліга C       |
| 10 червня 2022    | Білорусь  | 1:1       | Казахстан   | ЛН 2022/2023. Ліга C       |
| 25 березня 2023   | Білорусь  | 0:5       | Швейцарія   | ЧЄ з футболу 2024 (відбір) |

## Концерт
5 липня 2006 Ерос Рамаццотті

## Галерея

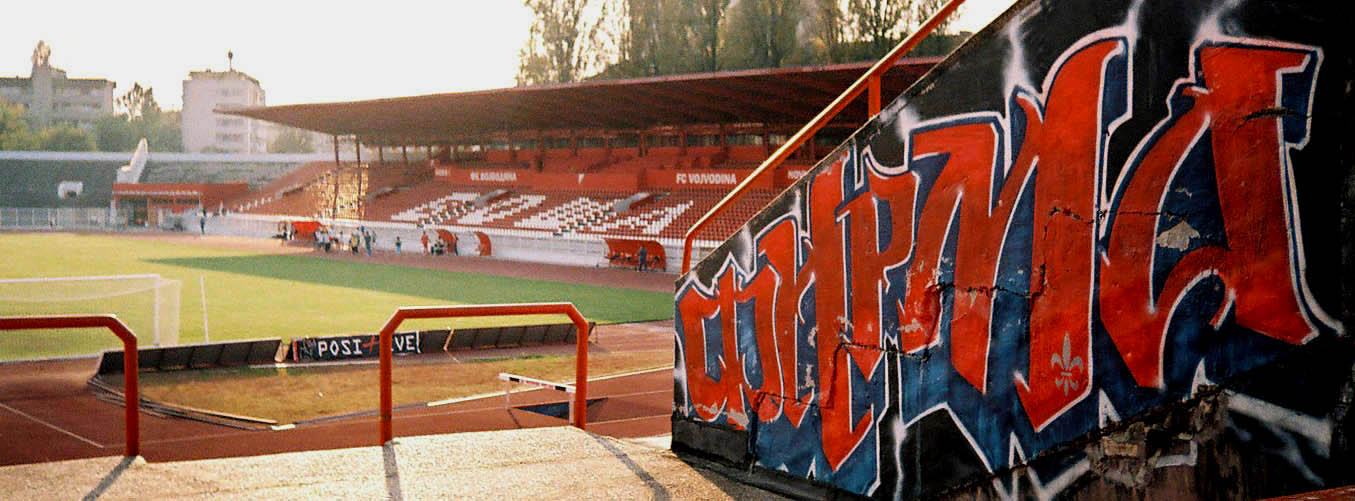
Графіті-арт "Firma" на стадіоні "Караджордже"
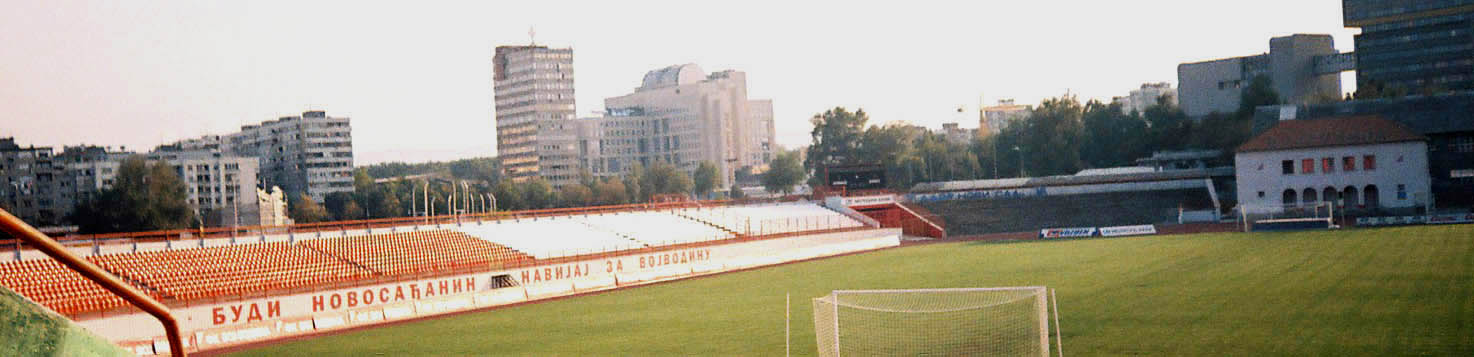
Вид на східну трибуну; праворуч - історична роздягальня гравців, яку було знесено у травні 2013 року під час реконструкції стадіону